# دیمیتری بارینوف
دیمیتری بارینوف (روسی: Дмитрий Николаевич Баринов؛ زادهٔ ۱۱ سپتامبر ۱۹۹۶) بازیکن فوتبال اهل روسیه است.
از باشگاه‌هایی که در آن بازی کرده‌است می‌توان به باشگاه فوتبال لوکوموتیو مسکو اشاره کرد.
وی همچنین در تیم‌های ملی فوتبال زیر ۲۱ سال روسیه، و روسیه بازی کرده‌است.